# Liste der Bundeswehrstandorte in Sachsen-Anhalt
Die Liste der Bundeswehrstandorte in Sachsen-Anhalt zeigt alle derzeit aktuellen Standorte, in denen Einheiten oder Posten der Bundeswehr im Bundesland Sachsen-Anhalt stationiert sind. Verlegungen der Einheiten zu anderen Standorten, Umbenennung und Auflösungen sowie Schließungen von Liegenschaften bzw. Standorten, sind in Klammern beschrieben. Die Abkürzungen, welche in Klammern hinter der jeweiligen Dienststelle bzw. Teilen von einer solchen aufgeführt sind, kennzeichnen die Zugehörigkeit zur jeweiligen Teilstreitkraft bzw. zum jeweiligen Organisationsbereich und stehen für:
1. Teilstreitkräfte und Zentrale Organisationsbereiche:
Heer (H),
Luftwaffe (L),
Marine (M),
Streitkräftebasis (SKB),
Cyber- und Informationsraum (CIR),
Zentraler Sanitätsdienst (ZSan).
2. Organisationsbereich Ausrüstung, Informationstechnik und Nutzung (AIN).
3. Organisationsbereich Personal (P).
4. Organisationsbereich Infrastruktur, Umweltschutz und Dienstleistungen (IUD).
Die Abkürzung ZMZ steht für die Zivil-Militärische Zusammenarbeit. Verbindungs-Dienststellen der ZMZ sind teilaktiv. Sie werden durch einen Stabsoffizier geführt, welcher als Vertreter der Bundeswehr im Kreis bzw. im Regierungsbezirk fungiert. Er ist mit dem Truppenausweis als Dienstausweis ausgerüstet.
Die Liste enthält außerdem Standorte, die von der Bundeswehr wegen ihrer geringen Dienstpostenanzahl offiziell nicht mehr als „Bundeswehrstandort“ bezeichnet werden. Jedoch sind dort weiterhin Bundeswehrangehörige stationiert. Die Standorte verbleiben lediglich zu Informationszwecken in der Liste. Sie sind in der Auflistung mit dem Zusatz „weniger als 15 Dienstposten“ versehen.

## Standorte
- Blankenburg (Harz)
  - Feldwebel-Anton-Schmid-Kaserne
    - Versorgungs- und Instandsetzungszentrum Sanitätsmaterial Blankenburg (ZMZ) (ZSan)
    - Bundeswehrfeuerwehr Versorgungs- und Instandsetzungszentrum (IUD)
    - weitere Dienststellen

- Burg (bei Magdeburg)
  - Clausewitz-Kaserne
    - Stab Logistikregiment 1 (SKB)
    - Stabskompanie Logistikregiment 1 (SKB) (ab 2021)
    - Logistikbataillon 171 „SACHSEN-ANHALT“ (SKB)
    - Kraftfahrausbildungszentrum Burg (SKB)
    - 8./Feldjägerregiment 1 (SKB)
    - Logistikzentrum der Bundeswehr (LogZBw) Logistische Steuerstelle 3 (SKB)
    - Familienbetreuungszentrum Burg (TerrFüKdoBw)
    - Sanitätsversorgungszentrum Burg (ZSan)
    - Bundeswehr-Dienstleistungszentrum Burg (IUD)
    - weitere Dienststellen

- Hansestadt Gardelegen, Ortsteil Letzlingen 
  - Altmark-Kaserne
    - Gefechtsübungszentrum Heer (H)
    - Sanitätsstaffel Einsatz Gardelegen (ZSan)
    - Sanitätsversorgungszentrum Gardelegen (ZSan)
    - Bundeswehrfeuerwehr Truppenübungsplatz (IUD)
    - weitere Dienststellen

- Halberstadt (weniger als 15 Dienstposten)
  - weitere Dienststellen
- Halle (Saale) (weniger als 15 Dienstposten)
  - weitere Dienststellen

- Havelberg
  - Elb-Havel-Kaserne
    - Panzerpionierbataillon 803 (ZMZ) (H)
    - Schweres Pionierbataillon 901 (ta) (H)
    - 4./Versorgungsbataillon 142 (H)
    - Sanitätsversorgungszentrum Havelberg (ZSan)
    - weitere Dienststellen

- Magdeburg
  - Liegenschaft Am Buckauer Tor 2
    - Landeskommando Sachsen-Anhalt (SKB)
    - weitere Dienststellen

  - Liegenschaft August-Bebel-Damm 12
    - Karrierecenter der Bundeswehr (P)

- Möckern
  - Truppenübungsplatz Altengrabow (SKB)
  - Bundeswehrfeuerwehr Truppenübungsplatz (IUD)
  - weitere Dienststellen

- Naumburg (Saale)
  - Liegenschaft Kösener Straße 41–47, 50–52
    - Bundeswehrfachschule Naumburg (Saale) (P)
    - Bundessprachenamt Außenstelle Naumburg (P)
      - Bundessprachenamt III. Inspektion (P)

    - weitere Dienststellen

- Weißenfels
  - Sachsen-Anhalt-Kaserne
    - Kommando Sanitätsdienstliche Einsatzunterstützung (ZSan)
    - Sanitätsregiment 1 (ZMZ) (ZSan)
    - Sanitätsversorgungszentrum Weißenfels (ZSan)
    - weitere Dienststellen

  - Bundeswehr-Dienstleistungszentrum Weißenfels (IUD)